# Окала, Шарль
Рене-Ги Шарль Окала (фр. Rene-Guy Charles Okala;  19 октября 1910, дер. Биломо, Центральный регион, Французский Камерун — 16 сентября 1973, Париж, Франция) — камерунский дипломат и государственный деятель, министр иностранных дел Камеруна (1960—1961).

## Биография
Окончил начальную католическую школу в Яунде. Работал в финансовом отделе французской администрации Камеруна.
После Второй мировой войны от социалистов был избран в местную Палату представителей, а с 1947 по 1955 г. — во французский Сенат. В марте 1953 г. он основал «Демократический Альянс Камеруна», в 1959 г. — Социалистическую партию Камеруна, которая участвовала в первый после обретения независимости выборах 1960 года в составе объединения камерунских прогрессистов. Являлся вице-президентом Африканского социалистического движения.
В 1952 г. становится узнаваемым на международной арене благодаря своему успешному появлению, в том числе как представителя Камеруна (на тот момент еще подопечной территории) перед Генеральной ассамблеей ООН, на которой он снова появился в 1958 г.
В 1958—1959 гг. — министр общественных работ, транспорта и шахт, в 1959—1960 гг. — министр юстиции.
В 1960—1961 гг. являлся первым независимым министром иностранных дел Камеруна. Однако в 1961 году он был отправлен в отставку, в июне 1962 г. вместе с тремя другими политическими лидерами был арестован и затем осужден якобы за попытку захвата власти, отказавшись от идеи президента Ахмаду Ахиджо по созданию объединяй партии. Он был освобожден из тюрьмы в 1965 г. в качестве составляющей сделки, которая заключалась в роспуске Социалистической партии, присоединился к Камерунскому союзу и его преемнику Камерунскому национальному союзу. С 1960 по 1965 г. избирался членом Мбаму в Национального собрания Камеруна от Мбама.
В 1968 г. президентом Ахиджо он был назначен послом по особым поручениям, однако незадолго до смерти опять оказался в опале.